# Zoel García de Galdeano

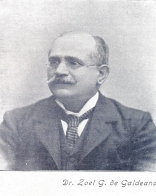
García de Galdeano, aus seinem Analysis-Lehrbuch von 1914

Zoel García de Galdeano y Yanguas (* 5. Juli 1846 in Pamplona; † 28. März 1924 in Saragossa) war ein spanischer Mathematiker.

## Leben
Da sein Vater, der Offizier war, im Krieg fiel, wurde er von seinem Großvater, dem Historiker José Yanguas y Miranda (1782–1863), erzogen. Er erwarb 1871 das Lizenziat in Philosophie und Literatur sowie in Naturwissenschaften an der Universität von Saragossa, wurde dort danach Assistenzprofessor für Analysis, und promovierte bald darauf. 1872 gründete er mit anderen Professoren das Instituto Libre de Calahorra in Saragossa. Er war einige Zeit im Innenministerium in Madrid, fand aber, dass ihm Verwaltungstätigkeit nicht gefiel und lehrte Mathematik an Gymnasien in Ciudad Real, Almería und Toledo, bevor er 1889 Professor für Analytische Geometrie an der Universität Saragossa wurde. 1896 wurde er Professor für Analysis und 1918 ging er in den Ruhestand. Danach war er Honorarprofessor an der Universität.
1916 bis 1922 war er erster Präsident der Königlichen Akademie der Wissenschaften von Saragossa, deren Gründung er 1914 mit José Rius initiierte. 1916 wurde er Präsident der 1911 gegründeten spanischen mathematischen Gesellschaft. Er war Mitglied der Königlich Spanischen Akademie der Wissenschaften. Außerdem war er 1908 Gründer der Asociación Española para el Progreso de las Ciencias, an deren Kongressen er regelmäßig teilnahm. 
García de Galdeano hatte wesentlichen Anteil an der Öffnung Spaniens für die moderne Mathematik Ende des 19. und Anfang des 20. Jahrhunderts (Mengenlehre von Georg Cantor, algebraische Geometrie, nichteuklidische Geometrie, Felix Kleins Geometrie-Konzept nach dem Erlanger Programm, strenge Analysis nach Karl Weierstraß, komplexe Funktionentheorie, Lebesgue-Integral), knüpfte internationale Beziehungen und hatte bedeutende Schüler wie Julio Rey Pastor. Weitere bedeutende spanische Mathematiker in der Anfangsphase moderner Mathematik in Spanien waren Leonardo Torres Quevedo, José Rius y Casas (1867–1940), Luis Octavio de Toledo y Zulueta (1857–1934) und noch aus dem 19. Jahrhundert der Militäringenieur Antonio Torner Carbó (1825–1883). 1901 gründete er mit Quevedo und Rius die Zeitschrift Revista Trimestral de Matemáticas, die bis 1906 bestand.
Er veröffentlichte mathematische Lehrbücher und insgesamt rund 200 wissenschaftliche Arbeiten und war 1891 Gründer und Herausgeber der Zeitschrift El Progreso Matemático, der ersten Fachzeitschrift für Mathematik in Spanien. Sie erschien 1891 bis 1895 und 1899 bis 1900. 
Er war Invited Speaker auf den Internationalen Mathematikerkongressen (ICM) 1897 in Zürich, 1900 in Paris und 1908 in Rom, nahm aber an allen ICM bis 1920 teil sowie an internationalen Kongressen für Mathematikpädagogik und mathematische Bibliographie sowie denen der Association Française pour l´Avancement des Sciences. Ab 1899 war er in der Internationalen Kommission für mathematische Bibliographie (geleitet von Henri Poincaré).

## Schriften (Auswahl)
- El álgebra históricamente y críticamente considerada, 1879
- Tratado de álgebra, 2 Bände, Madrid 1883, 1886
- Geometría elemental, 2 Bände, 1888
- Crítica y síntesis del álgebra, Toledo 1888
- Estudios críticos sobre la generación de los conceptos matemáticos, Madrid 1890
- Geometría general, Saragossa 1892 bis 1895
- Teoremas, problemas y métodos geométricos, Saragossa 1892
- Sistematización de la geometría, Saragossa 1895
- Nueva Enciclopedia matemática, Saragossa 1904
- Tratado de análisis matemático, Saragossa: Emilio Casañal, 1904.
- Teoría de las ecuaciones diferenciales, Saragossa: E. Casañal, 1906.
- Tratado de análisis, in: Nueva Enciclopedia
- Exposición sumaria de las teorías matemáticas 1907
- Nuevo método de enseñanza matemática, Saragossa 1911